# Pedro Casado
Pour les articles homonymes, voir Casado.
Pedro Casado, de son nom complet Pedro Casado Bucho, est un footballeur espagnol né le 20 novembre 1937 à Madrid et mort le 10 janvier 2021. Il évoluait au poste de défenseur.

## Biographie

### En club
Pedro Casado est formé au Real Madrid CF. Il est joueur sous la tunique blanche de 1956 à 1966, il représente aussi au cours de sa carrière le Plus Ultra, club filiale du Real,.
Avec le Real Madrid, il est sacré Champion d'Espagne à six reprises,. 
Casado dispute de nombreuses campagnes en Coupe des clubs champions,.
Il remporte  notamment la Coupe des clubs champions en 1957 et en 1966. Il est aussi titulaire lors de la finale perdue en 1962,. 
Casado remporte également la Coupe intercontinentale en 1960.
En 1966, il est transféré au CE Sabadell, club qu'il représente jusqu'en 1969,.
Après une dernière saison 1970-1971 au sein du CD Toluca (es), il raccroche les crampons,.

### En équipe nationale
International espagnol, il reçoit une unique sélection en équipe d'Espagne pour aucun but marqué le 2 avril 1961 contre la France (victoire 2-0 à Madrid),.

## Palmarès
Real Madrid
| - Coupe des clubs champions (2) : - Vainqueur : 1956-57 et 1965-66. - Finaliste : 1961-62. - Coupe intercontinentale (1) : - Vainqueur : 1960. |  | - Championnat d'Espagne (6) : - Champion : 1956-57, 1960-61, 1961-62, 1962-63, 1963-64 et 1964-65. - Vice-champion : 1958-59, 1959-60 et 1965-66. - Coupe d'Espagne (1) : - Vainqueur : 1961-62. - Finaliste : 1957-58, 1959-60 et 1960-61. |